# 宁国南站
宁国南站位于中华人民共和国安徽省宣城市宁国市南山街道独山村，是皖赣铁路宁国外迁段和宣绩高速铁路上的一座车站，普速场于2024年8月28日启用，高速场于2024年10月11日随宣绩高铁开通而投入使用。

## 车站结构
宁国南站站房为线侧下式站房，总建筑面积10999平方米（不含架空层），其中架空层建筑面积为5529平方米，最高聚集人数为800人。
车站总规模为3台8线，其中高速场2台5线；皖赣线改线后在高速场对侧设普速车场，规模为1台3线。工程同时建设进站天桥和出站地道各一座，综合维修工区及其职工生活区。

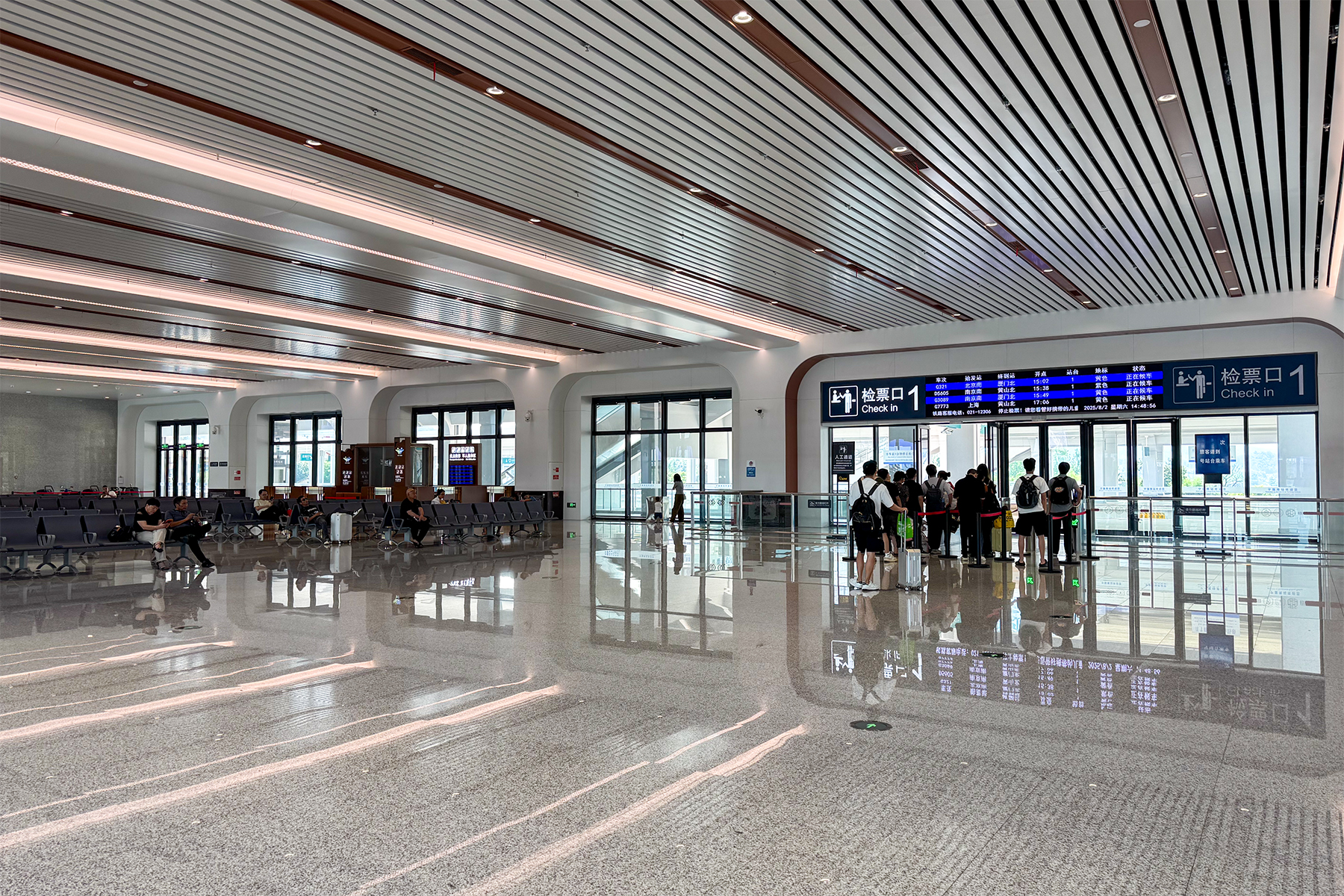
站厅1层
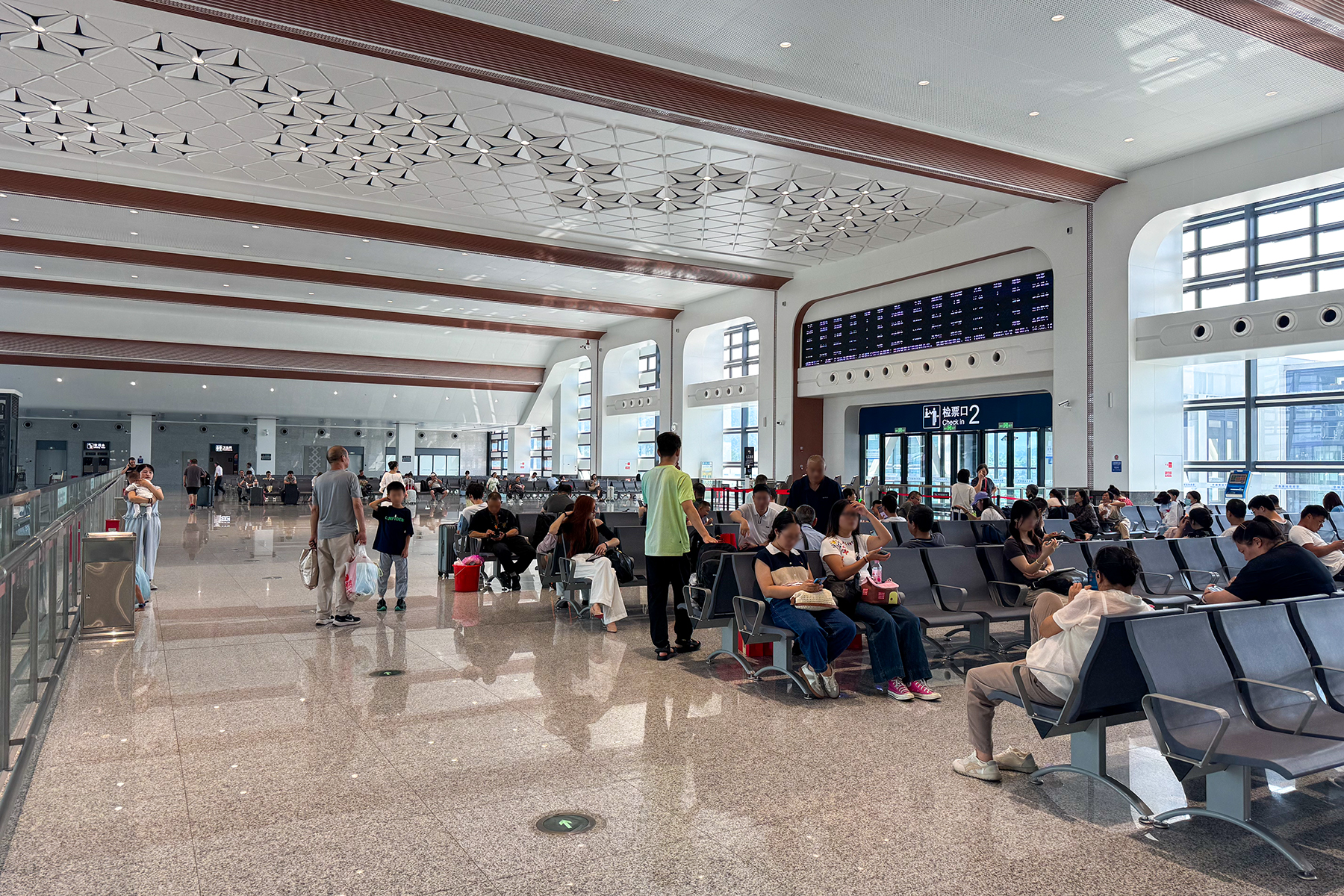
站厅2层
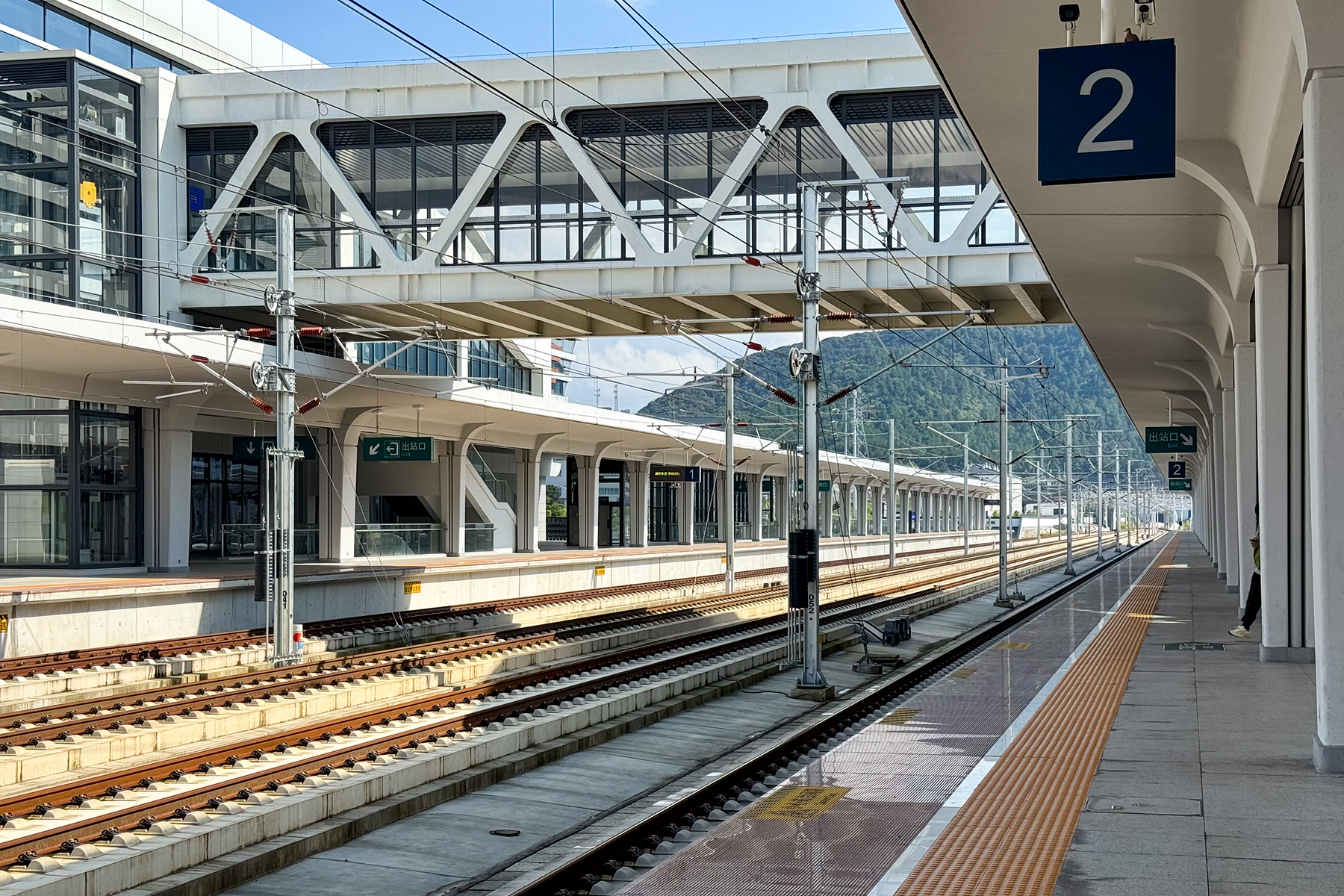
高速场和进站天桥
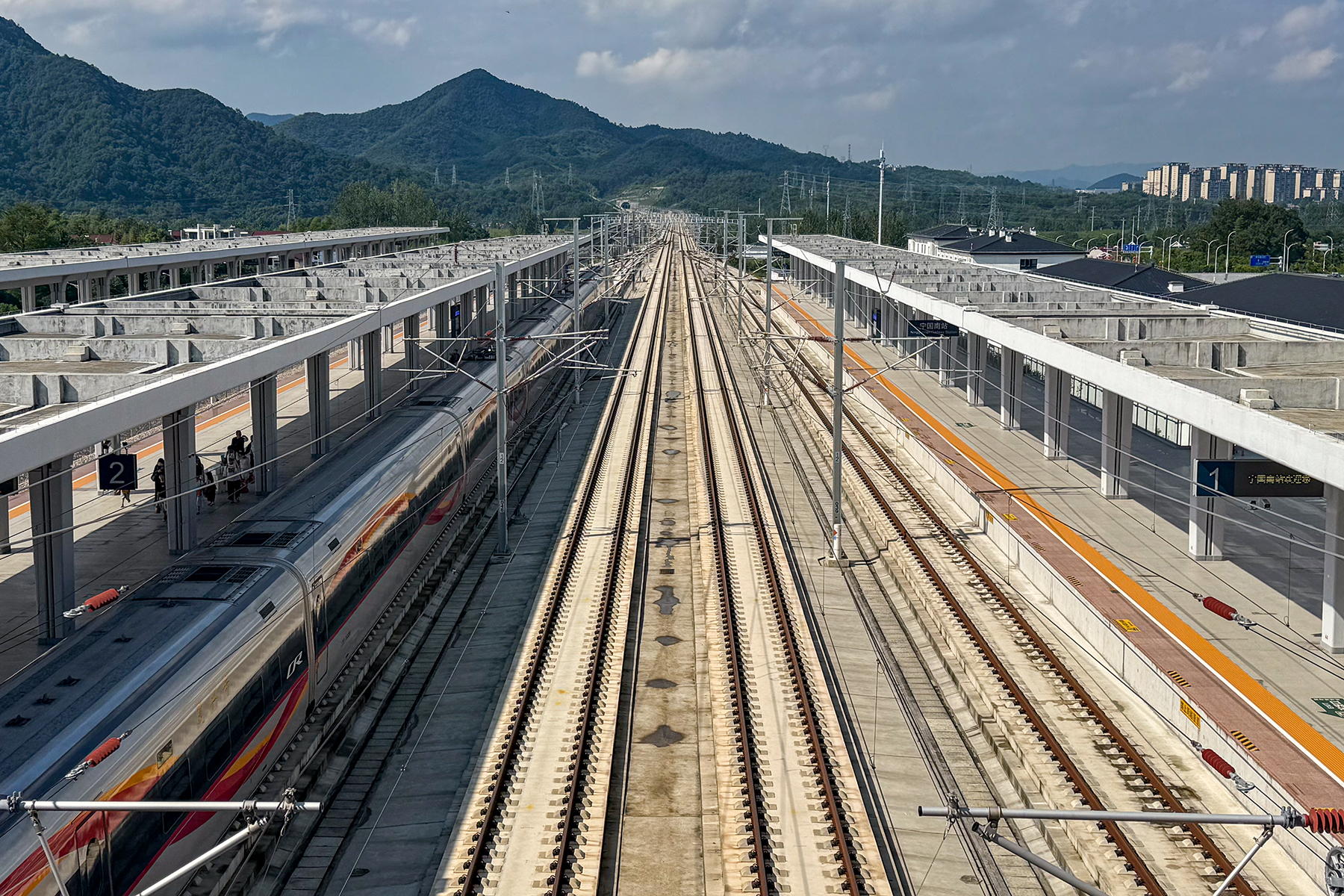
高速场